# Uta Seibt

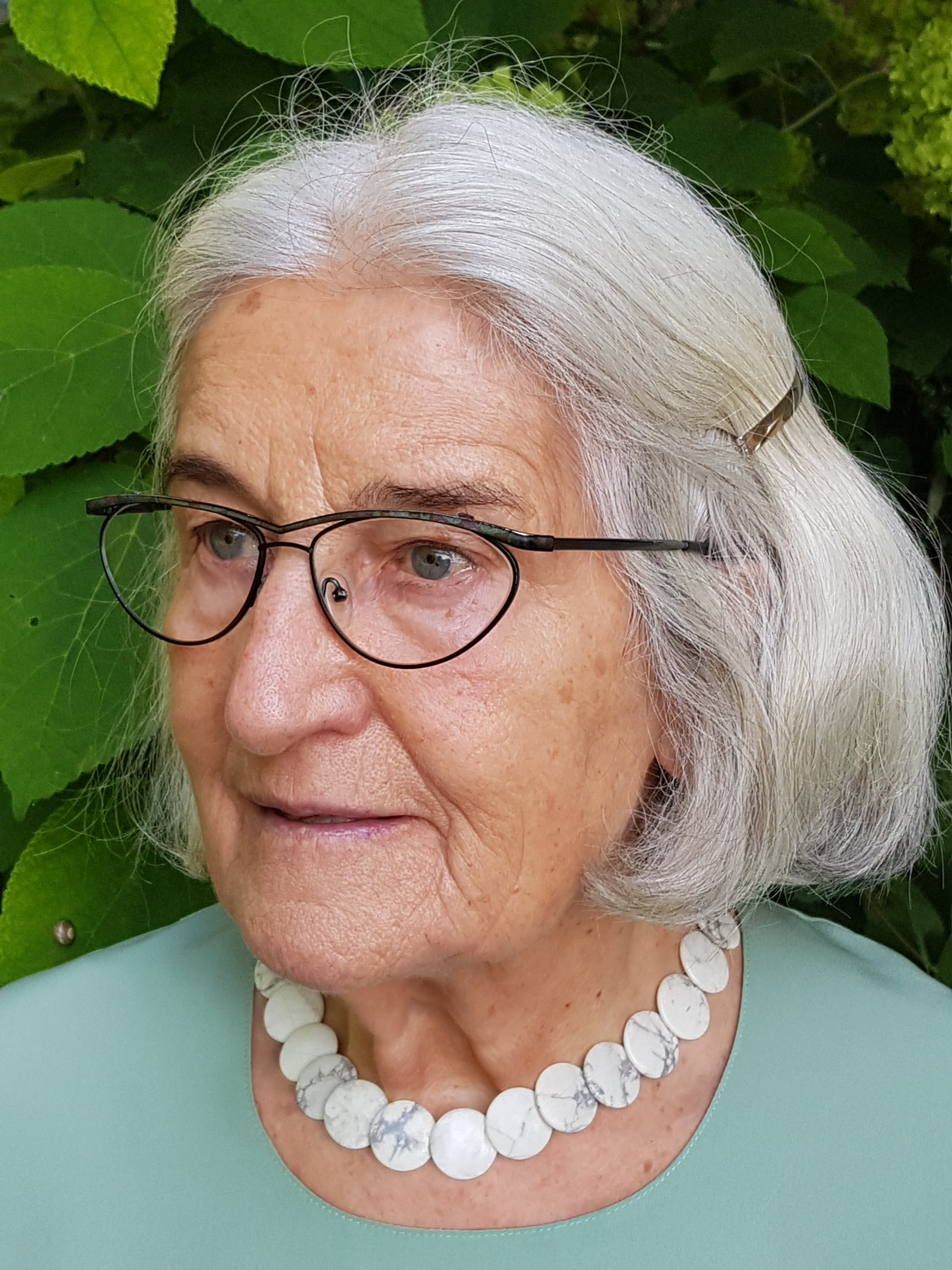
Uta Seibt (2019)

Uta Seibt (* 9. Juli 1939 in Halle (Saale)) ist eine deutsche Zoologin mit dem Schwerpunkt Verhaltensökologie. Fokus ihrer wissenschaftlichen Untersuchungen am Max-Planck-Institut (MPI) für Verhaltensphysiologie in Seewiesen waren Lernen, Kommunikation und Sozialverhalten.

## Leben
Uta Seibt studierte Zoologie, Humanphysiologie und Physik. Ihr Studium schloss sie mit der Promotion (1967) zur Dunkeladaptation des Bienenauges an der Universität München ab. Anschließend arbeitete sie von 1970 bis 2004 als Wissenschaftlerin am MPI für Verhaltensphysiologie in Seewiesen (Max-Planck-Institut für Ornithologie), unternahm ausgedehnte Forschungsreisen und hielt Vorlesungen an der Universität München. Im Ruhestand belegte sie Angebote aus dem Studium Generale der LMU in München.
Sie ist seit 1963 verheiratet mit dem Psychotherapeuten Friedrich Seibt, mit dem sie unter anderem eine Sammlung volkskundlicher Figuren angelegt hat.

## Wirken
Zunächst arbeitete Uta Seibt am Max-Planck-Institut in Seewiesen zum Thema Sexualpheromone von Schmetterlingen. Ab 1972 forschte sie über Jahrzehnte in der Ethnologischen Abteilung des Max-Planck-Instituts an der Seite von Wolfgang Wickler. Ihr Fokus lag auf erfolgreichen Verhaltensstrategien von Lebewesen in ihrer natürlichen Umgebung.

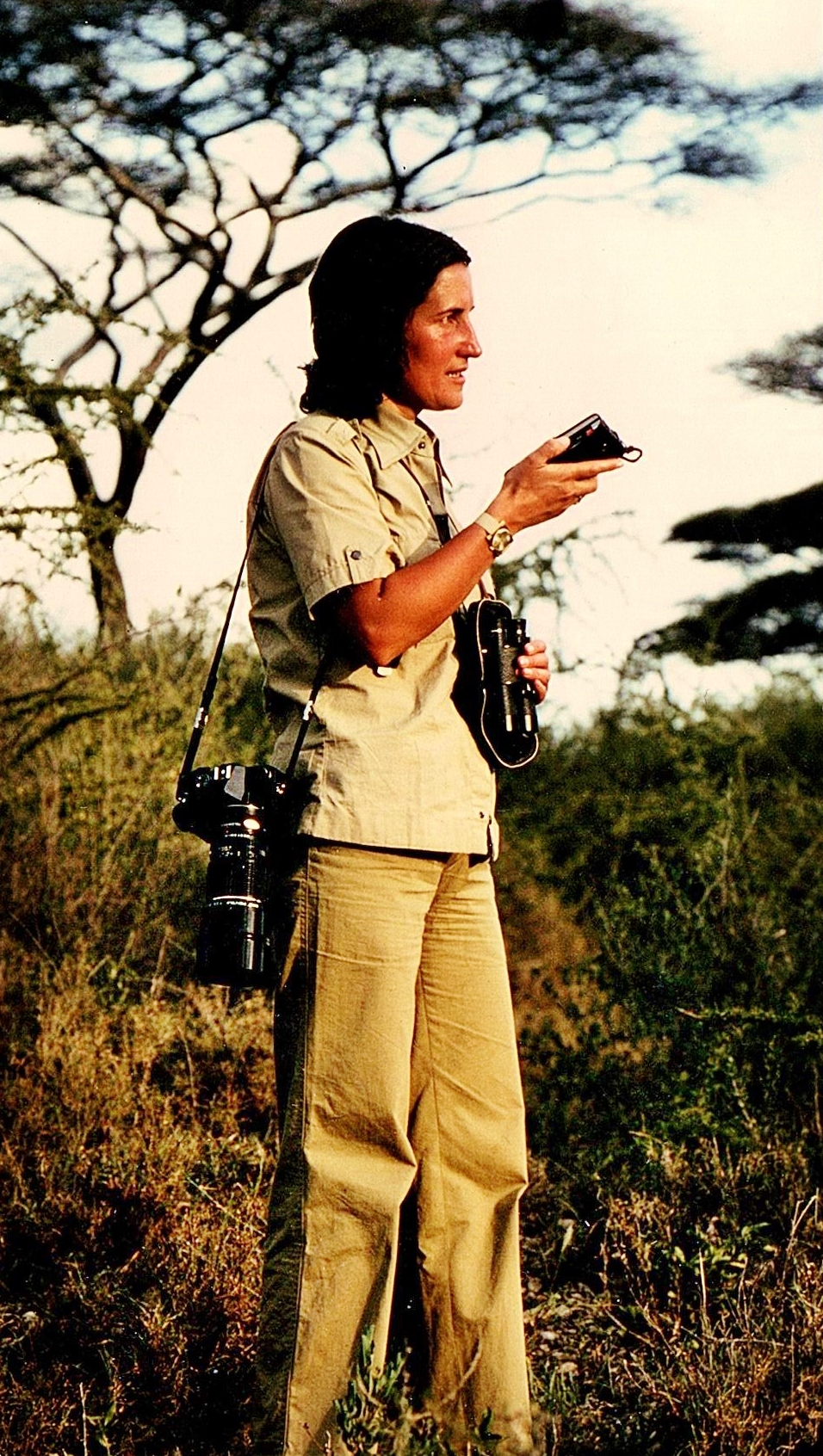
Vogelbeobachtung in Südafrika

Eines ihrer ornithologischen Schwerpunktthemen war das Duettieren von Singvögeln, die ganzjährig in den Tropen leben. Bei diesen Vogelarten, die in der Regel keine Zugvögel sind, stimmen männlicher und weiblicher Partner ihre vokalen Beiträge so aufeinander ab, dass daraus Duette entstehen. Diese erfüllen verschiedene Funktionen, unter anderem dienen sie der Reviermarkierung.
Dass bei diesen Vogelarten die beiden Geschlechter unterschiedliche Laute (Gesangselemente) einbringen, veröffentlichten Wickler und Seibt unter dem Motto „Gender dialects“ und gingen der Frage nach, ob männlicher und weiblicher Sänger bei duettierenden Arten womöglich über dasselbe – oder ein ähnliches – Lautrepertoire verfügen, es aber unterschiedlich nutzen. Was beim gemeinsamen Singen zu hören ist, ist dann das Duett des Paares.
Schwerpunktmäßig beschäftigten sich Uta Seibt und Wolfgang Wickler mit dem Zusammenwirken von genetischem Programm, erlerntem Verhalten und kultureller Überlieferung bei Primaten und durchaus auch beim Menschen. Dazu publizierten sie populärwissenschaftliche, für die Leserschaft anspruchsvolle Bücher, die das klassische ethologische Denken eines Konrad Lorenz und Nikolaas Tinbergen mit dem neueren soziobiologischen Ansatz der Verhaltensforscher verbanden. Bücher wie etwa männlich weiblich, das die Evolution von Sexualität beschreibt, zwischen Geschlechtsfunktionen und Geschlechterrollen unterscheidet und das Thema abschließend beim Menschen verhandelt, wurden intensiv diskutiert und in viele Sprachen übersetzt.

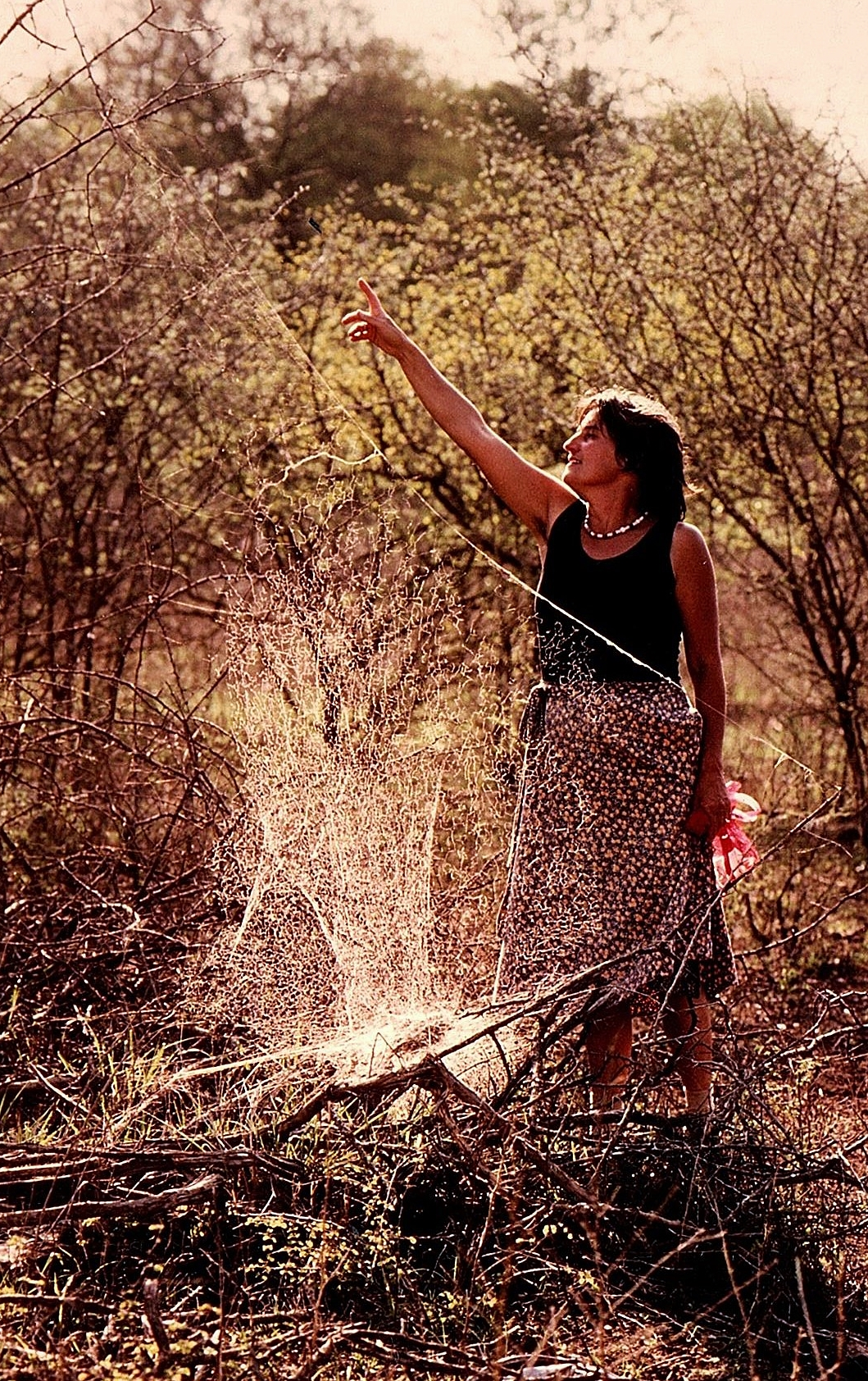
Uta Seibt am Netz einer sozialen Spinnenart

Ein Thema, das Uta Seibt über Jahrzehnte begleitete, war das Sozialverhalten von Gliedertieren und insbesondere das von Spinnen. Unter den weit über 1000 Arten gibt es einige wenige, die sozial leben. Das bedeutet, dass sich die Nachkommen nicht eilig aus dem Staub machen müssen, wenn sie mit der letzten Häutung geschlechtsreif werden. Stattdessen entsteht ein Nebeneinander in gewaltigen Netzstrukturen. Wie die Evolution es bewerkstelligt hat, dass Spinnenweibchen den geschlechtsreifen Nachwuchs in ihrer Nähe akzeptieren – und nicht auffressen – ist eines der biologischen Rätsel, mit denen sich die Wissenschaftlerin Seibt auseinandergesetzt hat.
Ethnologische Themen kamen durch die Forschungsaufenthalte von Uta Seibt und Wolfgang Wickler in Südamerika und Subsahara-Afrika dazu: Es ging um die funktionale Bedeutung indigener Kunst, wie sie sich in den Monatskalendern südamerikanischer Völker wie den Moche widerspiegelt, und um die Kommunikation via farbigen Perlen bei den Zulus in Südafrika. Anhand der Farbmuster aufgereihter Perlen fanden die MPI-Forscher heraus, dass und wie vor Einführung der Schrift Botschaften fixiert und gewissermaßen als Brief über große Entfernungen transferiert wurden.
Uta Seibt hat Vogelnester, Perlenbriefe und andere Fundstücke aus der Feldforschung bestimmten wissenschaftlichen Sammlungen wie dem Museum Fünf Kontinente (Völkerkundemuseum) in München und dem Senckenberg Museum für Naturkunde in Görlitz vermacht. Schenkungen von afrikanischen Perlenarbeiten gingen auch an das Völkerkundemuseum Herrnhut und das Isergebirgs Museum Neugablonz.

## Schriften (Auswahl)
- mit Wolfgang Wickler: Das Prinzip Eigennutz. Hoffmann und Campe, Hamburg 1977, ISBN 3-455-08937-2.
  - Taschenbuchausgabe: dtv, Nördlingen 1981, ISBN 3-87664-553-0.
- mit Wolfgang Wickler: Männlich – Weiblich. Piper, München 1983, ISBN 3-492-10546-7.
- mit Wolfgang Wickler: Kalenderwurm und Perlenpost. Biologen entschlüsseln ungeschriebene Botschaften . Spektrum Akademischer Verlag, Heidelberg/ Berlin 1998, ISBN 3-8274-0185-2.
- mit Wolfgang Wickler: Geschichte der Ethologie. In: Lexikon der Biologie. Band 5, Spektrum Akademischer Verlag, Heidelberg/ Berlin 2000, ISBN 3-451-19645-X.